# Abatus cordatus
Abatus cordatus là một loài nhím biển thuộc họ Schizasteridae, có nguồn gốc từ những vùng biển nông xung quanh một số quần đảo nhất định ở nam Ấn Độ Dương. Cơ thể của loài này được bảo vệ bằng lớp vỏ cầu gai cứng. Con cái ấp con non trong các túi sâu ở bề mặt phía trên, đồng thời cố định con non tại chỗ bằng các gai chuyên dụng. Nhà động vật học người Mỹ Addison Emery Verrill đã mô tả khoa học loài A. cordatus lần đầu vào năm 1876.

## Miêu tả
Lớp vỏ của loài này có hình bầu dục và đối xứng hai bên, dài 5 cm (2 in). Bề mặt miệng (dưới) tương đối bằng phẳng nhưng bề mặt đối diện miệng (trên) lại có hình vòm, màu hơi ngả vàng hoặc nâu lục. Vỏ của A. cordatus mỏng và dễ vỡ, được bao phủ hoàn toàn bằng gai có độ dài không đồng đều ở các bộ phận khác nhau. Chân mút phía trước tạo thành một chỗ lõm nông, còn bốn chân mút khác tạo thành rãnh hình sao trên bề mặt vỏ; vùng này nông ở con đực, nhưng sâu hơn ở con cái, tạo thành các túi ấp con non. Những cái túi này được bảo vệ bằng các gai chuyên dụng. Trên bề mặt miệng, các gai ngắn được sử dụng để di chuyển, trong khi các gai xung quanh thì dùng để đào bới.

## Phân bố và môi trường sống
Abatus cordatus là loài đặc hữu của một số quần đảo cận Bắc Cực ở nam Ấn Độ Dương. Chúng được biết đến ở Quần đảo Kerguelen, cũng như Đảo Heard và Quần đảo McDonald. Loài này thường chôn vùi trong bùn mềm hoặc trầm tích cát, thường là ở độ sâu khoảng 2 m (7 ft), nhưng chúng cũng đã được tìm thấy ở độ sâu lên tới 560 m (1.800 ft).

## Hệ sinh thái
Abatus cordatus thường ăn mùn bã, cũng như các chất hữu cơ trong trầm tích. Chúng là loài phân tính. Những quả trứng của loài này màu vàng, có kích thước lớn, và khi trồi ra khỏi cơ quan sinh dục của con cái, chúng rơi vào các túi nằm bên cạnh; tại đây, chúng trải qua quá trình phát triển trực tiếp, sau đó được ấp trong khoảng chín tháng với vài chục con non trong mỗi túi. Vào thời điểm này, chúng đã phát triển thành con non có miệng và gai, đường kính khoảng 2 mm (0,1 in). Tiếp theo chúng bò ra khỏi cơ thể con mẹ. Đây là lần đầu tiên người ta thấy được loài nhím biển có thể phát triển trực tiếp. Không rõ chính xác thời điểm trứng được thụ tinh, nhưng người ta phát hiện ra rằng những con non không nhất thiết phải có chung một ông bố.
Bởi vì không có giai đoạn ấu trùng, nên hầu hết các con non không phân tán quá vài mét từ bố mẹ của chúng. Chúng không bị đe dọa bởi bất kỳ loài động vật ăn thịt nào, và trong những điều kiện thuận lợi, các cá thể của loài này có thể xuất hiện rất nhiều (thậm chí có thể lên đến 200 con trên một mét vuông). Việc không có khả năng phân tán có thể khiến chúng nhạy cảm với những thay đổi trong môi trường sống, chẳng hạn như nhiệt độ nước biển.